# Projet 912

## Historique
Les navires du projet 912 ont été conçus en Pologne au début des années 1960, le chef de projet est l'ingénieur Tadeusz Bylewski. Ils sont destinés à protéger les eaux territoriales polonaises et en cas de guerre de rechercher des sous-marins et de défendre le trafic maritime aux longs des côtes. Ils remplacent progressivement les patrouilleurs du projet 902. Les navires du projet 912 sont les premières unités polonaises à recevoir des canons automatiques AK-230 de 30 mm, ils sont également équipés d'un sonar MG-11M Tamir-11M.
| Nom    | numéro tactique dans la Marine Polonaise (initial, ultérieur) | numéro tactique des Gardes Frontières | mise en service | retiré du service |
| ------ | ------------------------------------------------------------- | ------------------------------------- | --------------- | ----------------- |
| Fala   | OP-301 → OP-321                                               | SG-321                                | 28. 07. 1965    | 14. 06. 1996      |
| Szkwał | OP-302 → OP-322                                               | SG-322                                | 08. 09. 1966    | 10. 09. 1997      |
| Zefir  | OP-303 → OP-323                                               | SG-323                                | 10. 06. 1967    | 14. 06. 2006      |
| Zorza  | OP-324                                                        | SG-324                                | 31. 01. 1968    | 06. 04. 1999      |
| Tęcza  | OP-325                                                        | SG-325                                | 31. 01. 1968    | 18. 03. 2008      |

## En service
Les navires entrent en service dans les années 1965-1967 et sont affectés à la base de Kołobrzeg. Le 18 juin 1991 les 5 unités sont transférées aux Gardes Frontières (Straż Graniczna). À partir du 1996 ces patrouilleurs sont progressivement retirés du service. Le premier l'ORP Fala devient navire musée en 1996. Les SG-322 et SG-324 sont désarmés et achetés par des sociétés civiles. Le SG-324 rebaptisé Odys est démoli à Gdańsk en 2004. Le 14 juin 2006 le SG-323 est radié des listes de la flotte et le 18 mars 2008 son sort est partagé par le SG-325.

## Description technique
- déplacement = 237 t
- longueur = 41,35 m
- largeur = 6,1 m
- tirant d'eau =1,88 m
- propulsion = 2 moteurs diesel 40DM de 2500 CV chacun
- vitesse = 24,9 nœuds
- rayon d'action =
- 1 220 nautiques à 12 nœuds
- 550 nautiques à 20 nœuds
- Réserve de carburant = 24,3 t
- équipage = 20 hommes
- armement
- 2 canons double AK-230 de 30 mm
- 12 charges sous-marines B-1
- 4 mines marines AMD-1000